# Nishikawa Sukenobu

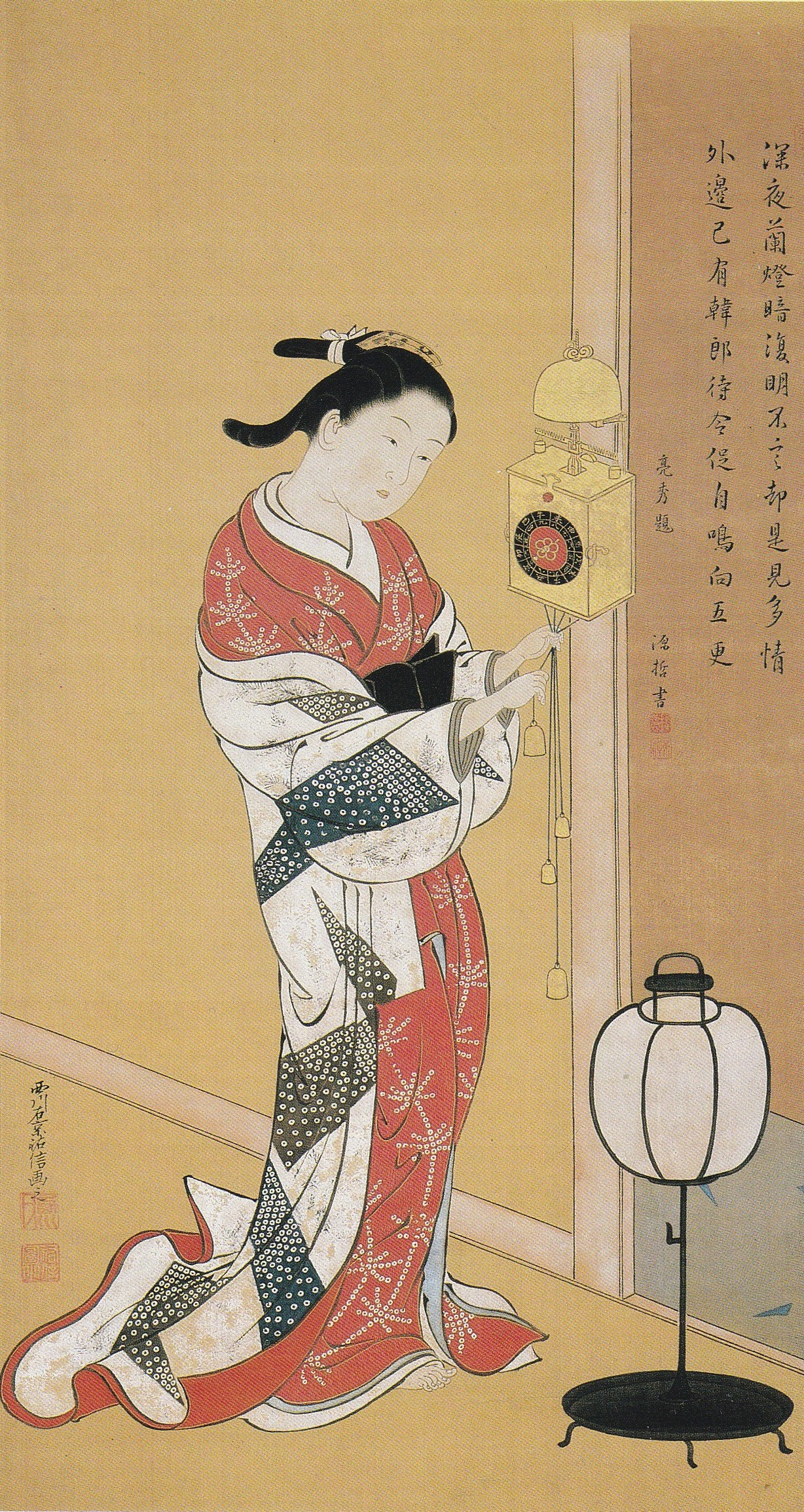
Wanduhr und schöne Frau

Nishikawa Sukenobu (japanisch 西川 祐信; geboren 1671 in Kyōto; gestorben 20. August 1750 ebenda) war ein japanischer Ukiyoe-Künstler, hauptsächlich bekannt für seine illustrieren Bücher.

## Leben und Wirken
Nishikawa Sukenobu studierte zunächst unter traditionellen Künstlern wie Kanō Einō und  Tosa Mitsusuke (土佐 光祐). Ab etwa 1699 hörte er mit der Malerei im klassischen Stil auf und wandte sich der Welt seiner Gegenwart zu. Dabei entwickelte er seinen eigenen Ukiyoe-Stil, beeinflusst vor allem durch Hishikawa Moronobu und Yoshida Hambei (吉田 半兵衛).
Nishikawa illustrierte zunächst Erzählungen und Kabuki-Texte, insbesondere für den bekannten Verleger in Kyōto, Hachimonjiya Jishō (八文字屋　自笑; gest. 1745), wobei er insgesamt um die 60 Bücher zwischen 1699 und 1745 fertigstellte. Darunter veröffentlichte er 1723 „Hyakunin jorō shina sadame“ (百人女郎品定) – „Hundert Kurtisanen bester Art“. Seine bekanntesten Bücher geben das Leben und die Legenden des alten Japans wieder und umfassen auch etwa 60 Arbeiten, verfasst zwischen 1718 und 1750.
Weiter bebilderte Nishikawa mehrere Bücher mit Kimono-Designs und zwei Dutzend oder mehr Bücher im Shunga-Stil, also mit erotischen Bildern. Heute sind seine Bücher rar, aber zu seiner Zeit war er einer der führenden Ukiyoe-Künstler Japans. Bekannte Werke sind
- „Ehon Tokiwagusa “ (絵本常盤草) – „Bildband Tokiwa-Gras“ (1731),
- „Miya-mode zu“ (宮詣図) – „Erster Schreinbesuch im Jahr“, 1 Hängerolle, in der Freer Gallery of Art, Washington,
- „Hashiradokei to bijin-zu“ (柱時計と美人図) – „Wanduhr und schöne Frau“, 2 Hängerollen handgemalt, u. a. im Nationalmuseum Tokio.

## Bilder

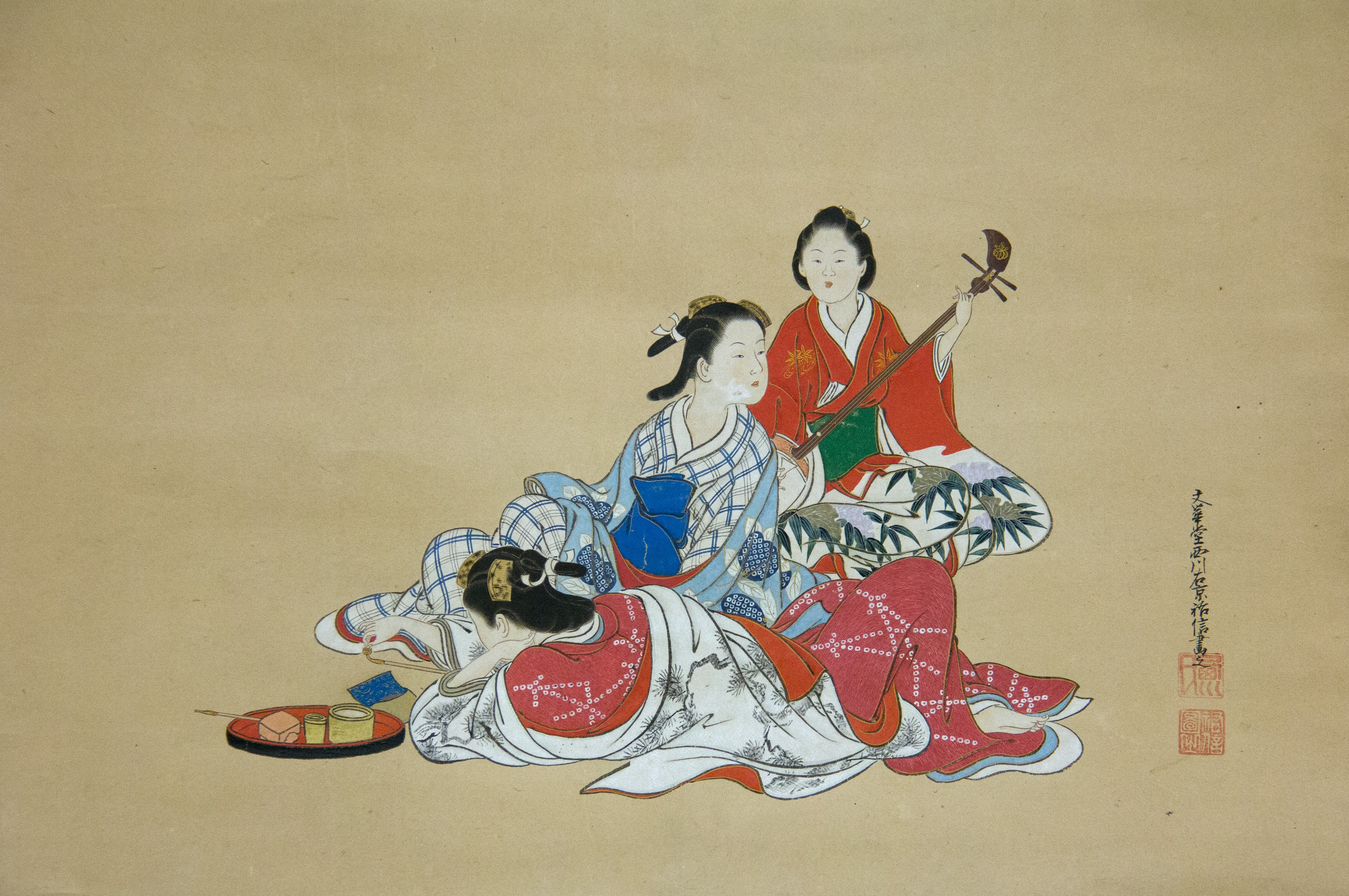
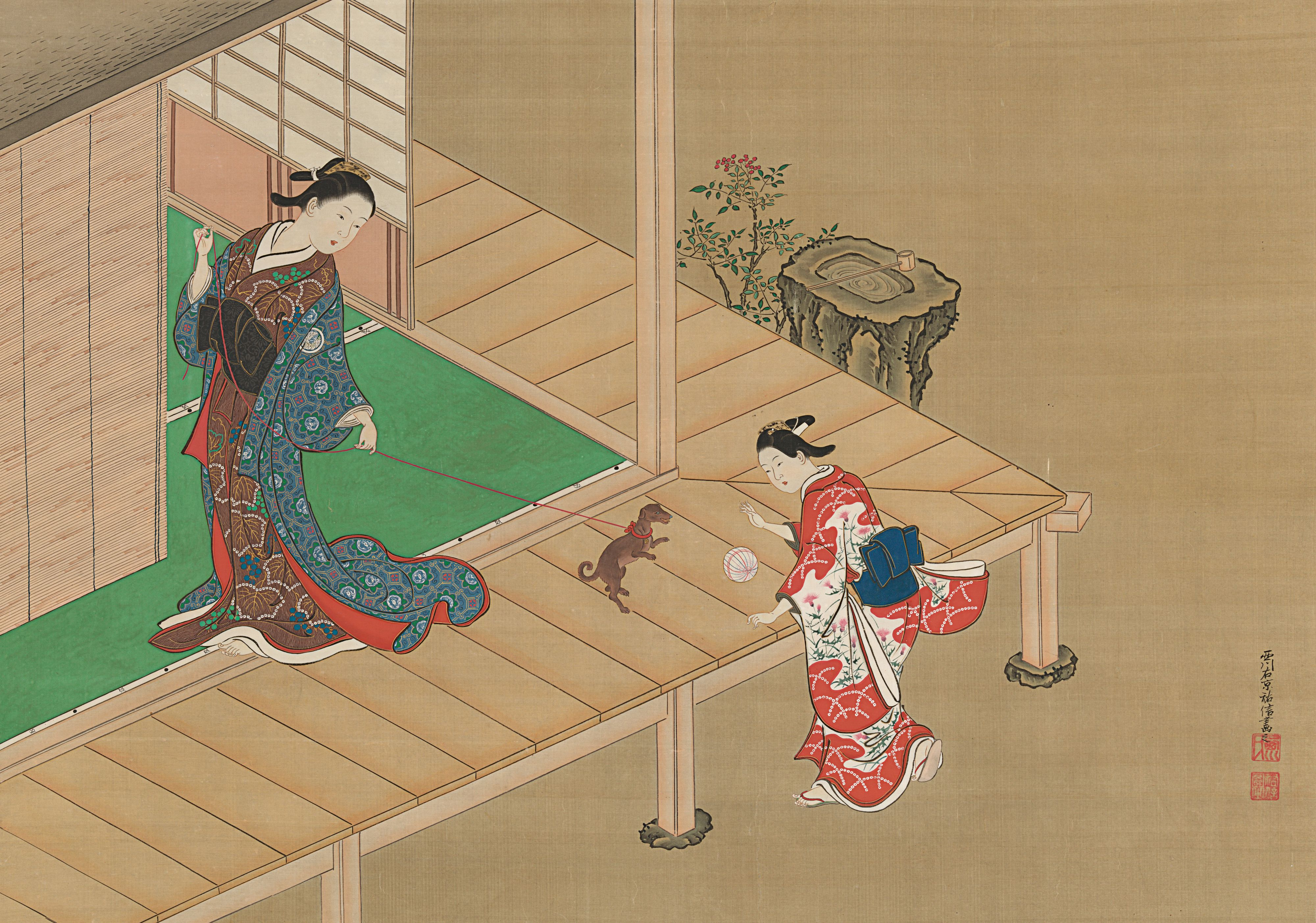
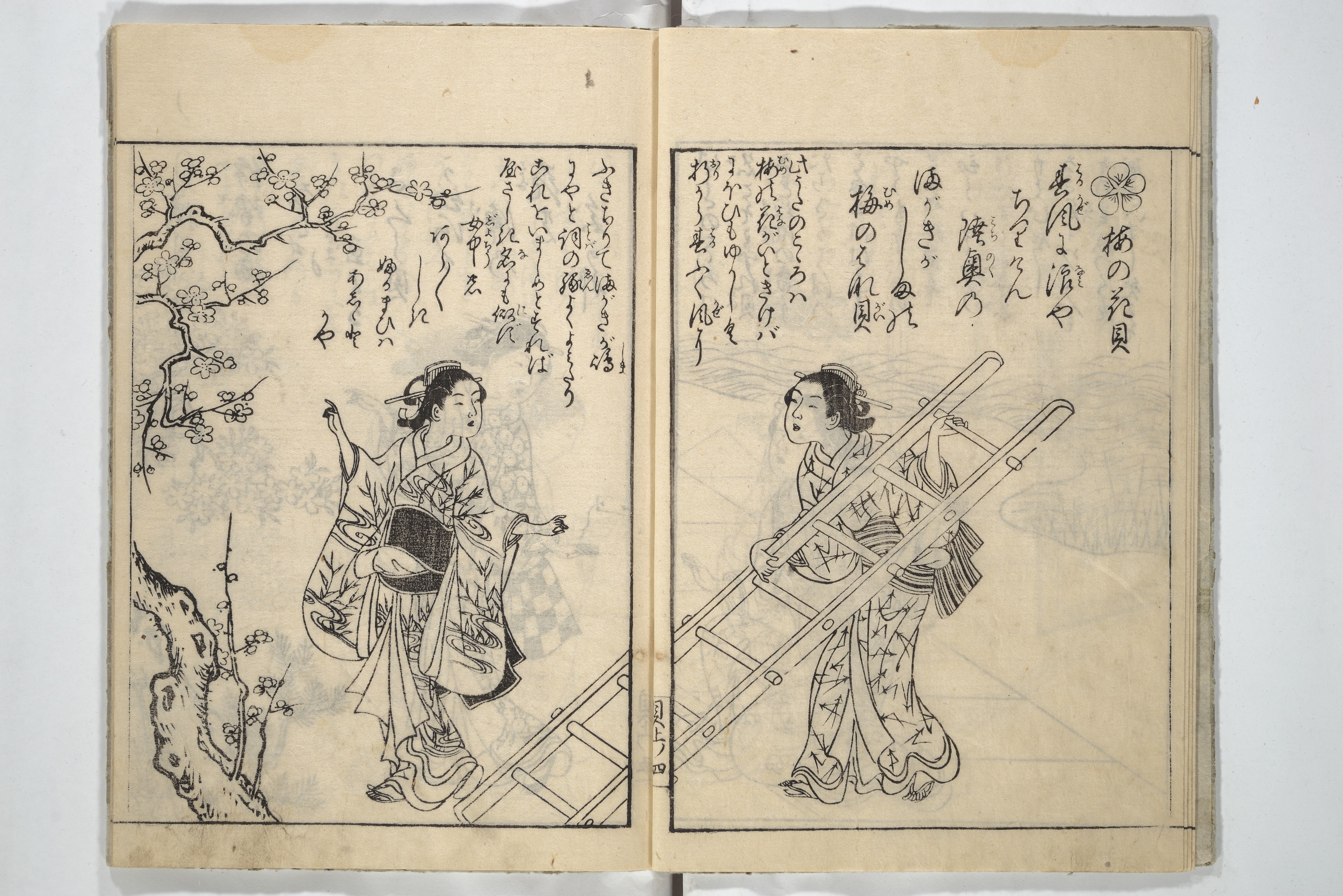
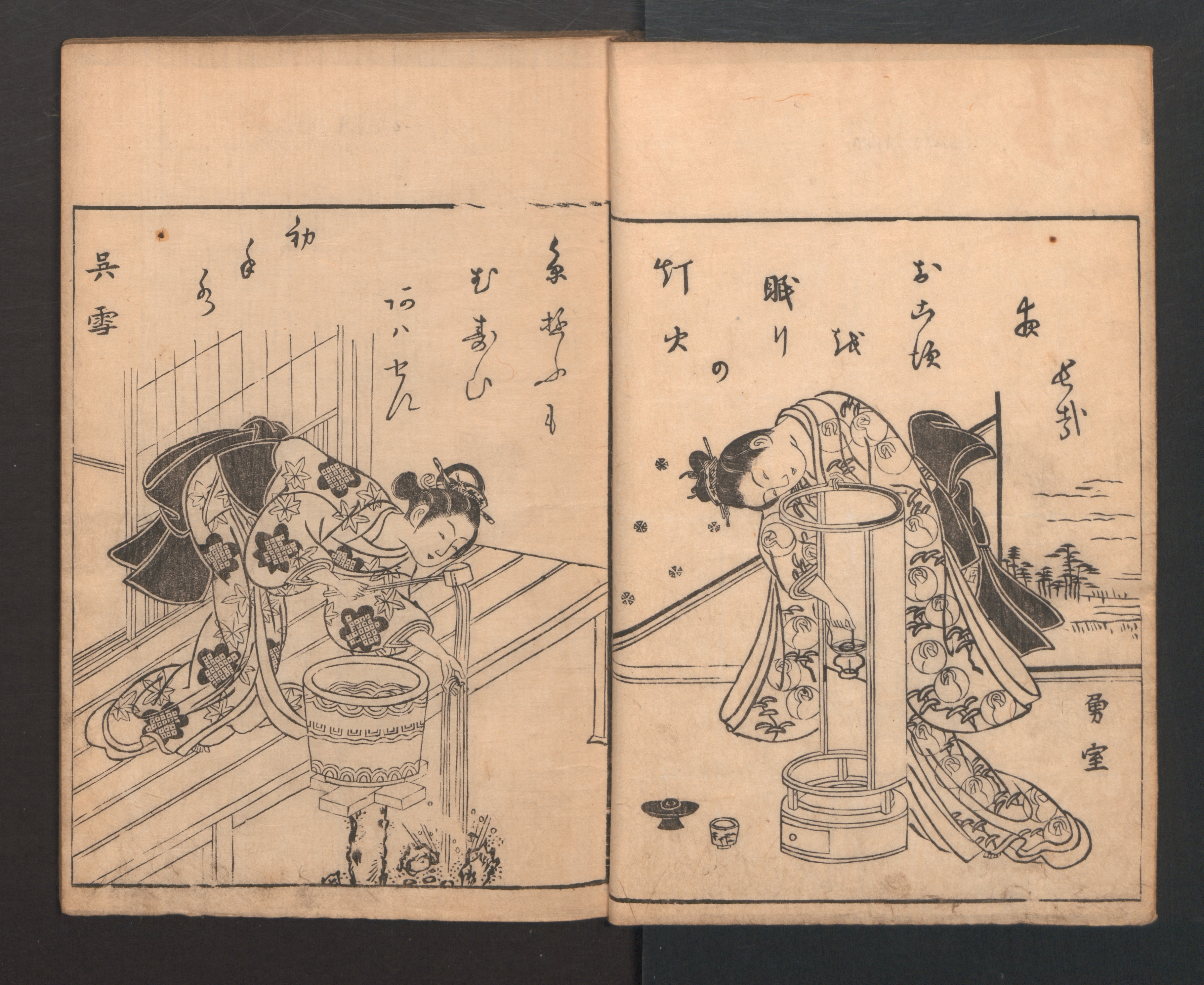
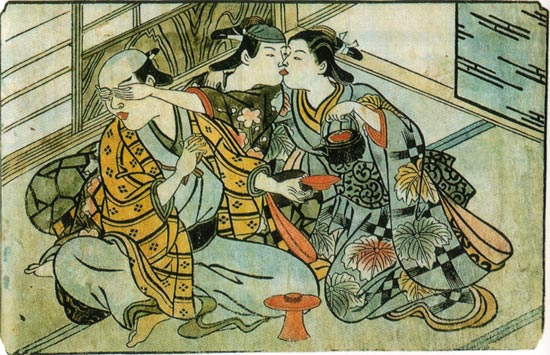